# Navojoa
Navojoa ist eine Stadt im mexikanischen Bundesstaat Sonora mit 140.650 Einwohnern. Navojoa, Hauptstadt des Municipio Navojoa, liegt im Süden Sonoras zwischen Bergen und Küste.

## Geschichte
Navojoa wurde 1825 gegründet. Die Region wurde 1533 zum ersten Mal durch Diego de Guzmán erkundet. 

## Bildung
In der Stadt gibt es eine Außenstelle der Universidad de Sonora. 

## Tourismus
Die Stadt ist wegen ihrer Lage und ihres Klimas sehr beliebt. Pro Jahr kommen etwa 21.000 Touristen in die Stadt. Es gibt 538 Zimmer, 26 Gaststätten und drei Reisebüros in der Stadt. 

## Persönlichkeiten
- Johan Vásquez (* 1998), Fußballspieler